# Xã Gilchrist, Quận Pope, Minnesota
Xã Gilchrist (tiếng Anh: Gilchrist Township) là một xã thuộc quận Pope, tiểu bang Minnesota, Hoa Kỳ. Năm 2010, dân số của xã này là 194 người.